# Казанские
Казанские (пол. Kazański, укр. Казанські) — дворянский род из Гетманщины.
Потомство (?) Андрея Казанского, войскового товарища (1674).

## Описание герба
В красном поле золотой лук, натянутый стрелой влево.
Щит увенчан дворянскими шлемом и короной. Нашлемник: вооружённая мечом рука. Намёт на щите красный подложен золотом.